# Mexanillus
Mexanillus is een geslacht van kevers uit de familie van de loopkevers (Carabidae). De wetenschappelijke naam van het geslacht is voor het eerst geldig gepubliceerd in 1973 door Vigna Taglianti.

## Soorten
Het geslacht Mexanillus is monotypisch en omvat slechts de volgende soort:
- Mexanillus sbordonii Vigna Taglianti, 1973